# Munsu-myeon
Munsu-myeon (koreanska: 문수면) är en socken i den centrala delen av Sydkorea, 170 km sydost om huvudstaden Seoul. Den ligger i stadskommunen Yeongju i provinsen Norra Gyeongsang. 